# Wilda (dzielnica Poznania 1954–1990)
Wilda – dawna dzielnica administracyjna Poznania od 1954 do 1990 roku, obejmująca południowo-centralną część miasta.

## Historia
Po 1990 roku dzielnice zostały zlikwidowane, jednak Urząd Miasta Poznania przydzielił ich dawne obszary do swoich pięciu delegatur, w których znajdowało się część instytucji gminnych. Granice dawnych dzielnic zostały wykorzystane w celu organizacji pracy urzędu miasta. Delegatura UM Poznań-Wilda znajdowała się przy ul. Wierzbięcice 45.
Pod koniec funkcjonowania dzielnica Wilda obejmowała obszar o powierzchni 14,45 km², co stanowiło 5,5% powierzchni Poznania.
W obszarze dawnej dzielnicy 31 grudnia 2011 roku zamieszkiwało 60 021osób.
W 1954 r. dzielnica obejmowała powierzchnię 14,44 km², natomiast pod koniec funkcjonowania 14,45 km².
W 1954 roku Prezydium Rządu utworzyło dużą dzielnicę Wilda, jako jedną z pięciu. W 1984 roku podział na 5 dzielnic Poznania ponowiła Rada Ministrów w granicach wyznaczonych przez Wojewódzką Radę Narodową w Poznaniu.
Granice dzielnicy wytyczały w kolejności od zachodu: Strumień Junikowski, ul. Pszczyńska, ul. Leszczyńska, ul. Piargowa, ul. Głazowa, ul. Przełęcz, tory kolejowe trasy na Zbąszynek, Most Dworcowy, ul. Królowej Jadwigi, most Królowej Jadwigi i główny nurt Warty.
W obrębie dzielnicy wyróżnia się mniejsze jednostki topograficzne zwyczajowo również nazywane dzielnicami:
- Wilda
- Dębiec
- Dębina
- Świerczewo